# درام کره‌ای
درام کره‌ای (به کره‌ای: 한국 드라마/RR: Han-guk deurama) که بیشتر با نام کی-دراما (به انگلیسی: K-drama) شناخته می‌شود، درام های تلویزیونی ساخت کشور کره جنوبی هستند که به زبان کره‌ای منتشر می‌شوند. آنها در سراسر جهان "به ویژه در آسیا" به دلیل گسترش فرهنگ کره‌ای (" موج کره‌ای ") و در دسترس بودن گسترده آنها از طریق سرویس های پخش که اغلب زیرنویس ها را به چندین زبان ارائه می‌دهند، محبوب هستند. بسیاری از درام های کره‌ای در سطح بین المللی ترجمه شده اند و برخی از آنها تاثیر قابل توجهی در کشور های دیگر داشته اند. در کشور های دیگر، شبکه های تلویزیونی، برخی از شناخته شده ترین درام های کره‌ای را پخش کرده اند. درام های کره‌ای به دلیل مد، سبک و فرهنگ خود توجه بین المللی زیادی را به خود جلب کرده اند. افزایش محبوبیت آنها به خطوط مد کمک زیادی کرده است. "موج کره‌ای" یا هالیو تأثیرات زیادی بر کشور های سراسر جهان گذاشته است. توجهی که به درام های کره‌ای می‌شود، الهام‌بخش بسیاری برای بازدید از کره جنوبی شده است. بر اساس گزارشی که در "کره هرالد" منتشر شده است، بیش از نیمی از گردشگرانی که از کره جنوبی دیدن کرده اند پس از تماشای درام های کره ای آمده اند. بیشتر درام های کره‌ای در مکان فیلم برداری می‌شوند و زیبایی کشور را برجسته می‌کنند و گردشگران بیشتری را به خود جذب می‌کنند. درام های کره‌ای را می‌توان به عنوان اعتیاد آور عاطفی نیز توصیف کرد و به دلیل مرتبط بودن محتوا، جذابیت جهانی دارند. این موضوعات جهانی شامل عشق، خانواده و رشد شخصی است.